# Кастелспина
Кастелспѝна (на италиански: Castelspina; на пиемонтски: Castiè dla Speina, Кастие дъла Спейна) е село и община в Северна Италия, провинция Алесандрия, регион Пиемонт. Разположено е на 116 m надморска височина. Населението на общината е 425 души (към 2010 г.).